# 코네티컷 식민지

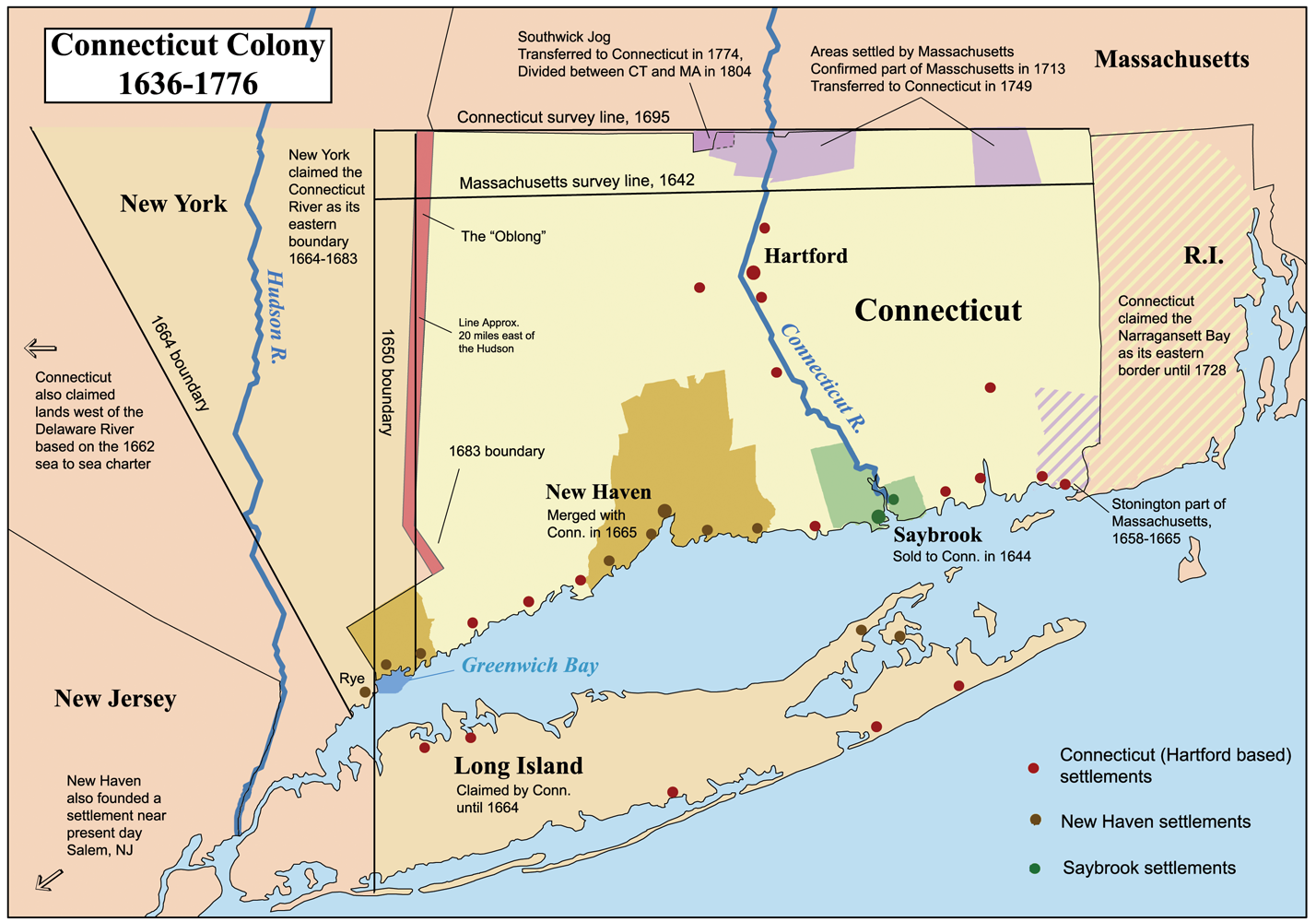
코네티켓 식민지의 뉴헤이븐과 세이브룩

코네티컷 식민지(Connecticut Colony)는 1636년에서 1776년까지 북아메리카, 현재 미국 코네티컷 지역에 존재했던 영국령 식민지이다. 당초 ‘리버 식민지’(River Colony)라고 칭했고, 청교도 귀족이 받은 땅으로 1636년 3월 3일에 설립되었다. 초기 네덜란드와 투쟁 후, 1630년대 후반까지 영국이 영구 지배권을 가지고 갔다. 이 지역은 이후 피쿼트 전쟁이라는 영국인과 원주민 사이의 피비린내 나는 전쟁의 무대가 되었다. 이것은 신대륙에 자치 정부를 설립하는 중요한 역할을 했으며, ‘차터 오크 사건’이라는 뉴잉글랜드 자치령의 지배에 굴복을 거부한 전설적인 사건이었다. 오늘날 코네티컷에 있던 2개의 영국 식민지, 세이브룩 식민지가 1644년에, 뉴헤이븐 식민지가 1662년에 코네티컷 식민지에 병합되었다.

## 역사
이 지역에 들어간 최초의 유럽인은 1614년에 롱아일랜드 만을 거쳐 코네티컷 강을 거슬러 오늘날의 하트포드까지 간 네덜란드 탐험가 아드리안 블록의 원정대였다. 이 때 그 지역에 살고 있던 피쿼트 족과 만나게 되었다. 1620년대에 뉴암스테르담에서 네덜란드 무역상이 코네티컷 강에 모피 무역 기지를 설립했고, 그 중에서도 유명한 곳은 현재 하트 포드에, 파크강과 코네티컷강이 합류하는 지점에 만들어진 ‘큰 희망의 집’(House of Good Hope, 네덜란드어 : Huys de Goede Hoop)이었다.
1630년경 북미에서 네덜란드의 강력한 경쟁자였던 영국이 뉴잉글랜드의 동해안에 여러 개의 개척지를 만들었다. 1620년의 ‘플리머스 식민지’, 1623년의 ‘뉴햄프셔 식민지’와 1630년의 ‘매사추세츠만 식민지’ 등이었다. 잉글랜드의 왕 제임스 1세는 뉴잉글랜드 평의회 의장 제2대 워릭 백작 로버트 리치에게 나라건세트 만에서 서쪽으로 태평양 연안까지의 지역에 정착할 수 있는 권한을 허용했다. 1631년, 워릭 백작이 인가권을 북미의 청교도 도피처가 될 수 있는 곳으로 영국에 있는 15명의 청교도 영주에게 양도했다. 이 인가를 받은 자들에 초대 세이앤씰 자작 윌리엄 파인즈와 브룩 던, 조지 펜윅 대령 등이 있었다. 1635년 인가권자들은 매사추세츠만 식민지 총독의 아들 존 윈스로프 주니어를 ‘리버 식민지 지사’로 임명했다.
윈스로프는 1635년 10월에 보스턴에 도착하여, 네덜란드 코네티컷 강 하구의 ‘파스베쇼케’(알곤킨어로 하구라는 의미)라는 곳의 점령을 계획하고 있는 것을 알았다. 이 네덜란드에 대항하기 위해 윈스로프는 에드워드 기븐스 중위와 사이먼 윌러드 중사의 지휘로 20명의 목수와 일꾼들을 작은 배에 태워 코네티컷 강 하구에 파견했다. 이 원정대는 11월 24일에 하구 근처의 서쪽, 오늘의 올드 세이브룩에 도착, 네덜란드의 문장을 새겨있는 나무를 특정했다. 그들은 그 문장을 벗기고 방패를 그려놓았다. 포대를 만들고 작은 요새를 건설했다. 네덜란드 배가 며칠 후 돌아오자 대포와 영국 배를 찾아 철수했다. 윈스로프는 이 지점을 파인즈(세이 자작)와 브룩 경을 따서 ‘포인트 세이브룩’으로 불렀다.
1630년대에는 영국인 개척자가 뉴잉글랜드의 다른 식민지에서 코네티컷 강 계곡으로 이주해 왔다. 1633년, 윌리엄 홈즈가 한 무리의 개척자를 이끌고 플리머스 식민지에서 코네티컷 강 계곡에 들어가 네덜란드 교역 기지에서 북쪽으로 몇 마일 떨어진 곳에 윈저를 설립했다. 1634년, 존 올덤과 매사추세츠의 몇 가구가 네덜란드의 교역 기지에서 남쪽으로 몇 마일 떨어진 웨더즈 필드 지역에 숙소를 세웠다. 2년 뒤에 매사추세츠의 워터 타운에서 30 가구가 웨더즈 필드에서 올덤의 추종자들에게 합류를 했다. 이 지역의 영국 인구는 1636년에 크게 늘어났다. 토마스 후커 목사가 리처드 리스리를 포함한 100명의 개척자와 130 마리의 소를 이끌고, 매사추세츠만 식민지의 뉴타운(오늘 캠브리지)에서 코네티컷 강 양안에 들어가 오래된 네덜란드 요새는 파크 강을 끼고 건너편에 하트 포드를 설립했다. 1637년, 코네티컷 강 3개의 도시, 윈저, 하트 포드 및 웨더즈 필드에 자치 정부를 수립했다. 이러한 개척자들은 자신들의 규칙과 규제로 새로운 교회 사회를 만들고자 했다. 사학자 헨리 S. 콘에 따르면, “그들은 민중에 의해 선출되지 않은 집정관의 권력에 불만을 가지고 있었다. 그러나 그들은 자기가 가진 땅을 넓혀 싶다고 생각했다.”고 말했다.
1638년 여름, 이 마을은 코네티컷 기본 조례를 다 써서 정부의 원칙, 권력과 구조를 결정했다. 이들은 1639년 1월 14일에 코네티컷 위원회에 채택되어 토마스 웰스에 의해 공식기록에남게 되었다. 코네티컷은 1662년에 왕실 칙허를 받아 공식적인 왕실령 식민지가 되었다.
뉴헤이븐 식민지는 다른 정권이었지만, 1662년의 공인 하에 코네티컷에 합병되었다. (뉴헤이븐 식민지의 주민은 1565년 1월 5일에 처음 코네티컷의 지배를 인식했을 가능성이 있다) 뉴헤이븐은 영국 왕 찰스 1세를 고발하고, 1649년에 죽음에 이르게 한 판사 중 3명이 숨어있었기 때문에 잉글랜드에서 큰 압력을 받았으므로 코네티컷과 합병할 수밖에 없었다. 이 공인서가 이후 압류당하게 되었을 때, 한 시민이 오크 나무의 줄기에 그것을 숨겼다.
뉴헤이븐 식민지는 1641년의 레나페 족과의 협정에 따라 델라웨어 강 동서 양안의 전역을 소유한다고 주장하였다. 이 식민지는 현재 필라델피아에서 처음 개척을 시작했다. 그 지역에 사는 뉴스웨덴과 뉴암스테르담의 주민이 그 개척지를 태워버렸고, 그곳은 매사추세츠만 식민지 의해 부인되었다. 뉴헤이븐 식민지는 이 시도를 그만두었지만, 그레나페 족과의 협정으로 델라웨어의 동서로 대서양에서 태평양까지 이르는 모든 토지, 이른바 ‘바다에서 바다까지’라는 코네티컷의 영유권 주장의 근거가 되었다.